# Битка код Виторија Венета
Битка код Виторија Венета је последња битка италијанског похода у Првом светском рату. Одвијала се од 23. октобра до 3. новембра 1918. Победа Италије изазвала је колапс аустроугарске војске. Неки Италијани сматрају ту битку делом препорода, у коме је Италија добила данашње границе.

## Позадина
За време битке код Кобарида италијанска војска је изгубила 300.000 војника и била је присиљена да се повлачи. Италијани су се повукли више од 100 километара до реке Пијаве. Неуспех у бици код Кобарида довео је до смене Лујђија Кадорна. Нови главни командант италијанске војске постао је Армандо Дијаз. Дијаз је реорганизовао војску, блокирао непријатељско напредовање и стабилизовао је фронт око реке Пијаве. Нанео је аустријској војсци пораз у бици на Пијави.

## Битка
Италијанска армија је 23. октобра 1918. започела офанзиву уз помоћ савезничких снага. После преласка реке Пијаве, италијанска војска је заузела Виторио (који се од 1923. назива Виторио Венето) и напредовала је у смеру Трента, па је тиме претила да блокира повлачење аустроугарске војске. Аустријска војска се у почетку жестоко борила, али Италијани су се пробили кроз рупу, у коју су упутили појачања и тиме су сломили аустријску обрамбену линију.
Од 28. октобра Аустроугарска је покушавала да преговара о примирју. Италијани су оклевали да склопе примирје, јер су напредовали на фронту. Дошли су до Трента, Удина, а искрцали су се и у Трсту. Требало је неколико дана дипломатских напора све док није потписано примирје 3. новембра 1918. у Падови. Примирје је требало ступити на снагу 24 сата после потписивања. Због неразумевања многе аустријске јединице су прерано престале да се боре, а Италијани су снажно наступали са жељом да узму што више територија пре ступања примирја. Током тога италијанског напредовања много аустроугарске војске је заробљено.

## Резултат
Том битком завршен је Први светски рат на Италијанском фронту. Предаја Аустроугарске отежала је посао Немачкој тако да се није могла борити на још једном фронту.